# Eleições parlamentares europeias de 2014 (Lituânia)
As eleições parlamentares europeia de 2014 na Lituânia, realizaram-se a 25 de maio e, serviram para eleger os 11 deputados nacionais ao Parlamento Europeu.

## Resultados Nacionais
| Partido                 | Partido                               | Votos     | %               | +/-   | Deputados | +/-     |
| ----------------------- | ------------------------------------- | --------- | --------------- | ----- | --------- | ------- |
|                         | União da Pátria - Democratas-Cristãos | 199 393   | 17,43 / 100,00  | 8,73  | 2 / 11    | 2       |
|                         | Partido Social Democrata              | 197 477   | 17,26 / 100,00  | 0,86  | 2 / 11    | 1       |
|                         | Movimento Liberal                     | 189 373   | 16,55 / 100,00  | 9,38  | 2 / 11    | 1       |
|                         | Ordem e Justiça                       | 163 049   | 14,25 / 100,00  | 2,35  | 2 / 11    | Estável |
|                         | Partido Trabalhista                   | 146 607   | 12,81 / 100,00  | 4,25  | 1 / 11    | Estável |
|                         | Acção Eleitoral dos Polacos           | 92 108    | 8,05 / 100,00   | 0,15  | 1 / 11    | Estável |
|                         | União dos Camponeses e Verdes         | 75 643    | 6,61 / 100,00   | 4,79  | 1 / 11    | 1       |
|                         | União Nacional                        | 22 858    | 2,00 / 100,00   | Novo  | 0 / 11    | Novo    |
|                         | União Liberal e de Centro             | 16 927    | 1,99 / 100,00   | 1,39  | 0 / 11    | Estável |
|                         | Outros                                | 40 696    | 3,56 / 100,00   |       | 0 / 11    |         |
| Votos Inválidos         | Votos Inválidos                       | 67 148    | 5,54 / 100,00   | 2,92  |           |         |
| Total                   | Total                                 | 1 211 279 | 100,00 / 100,00 |       | 11 / 11   | 1       |
| Eleitorado/Participação | Eleitorado/Participação               | 2 557 950 | 47,35 / 100,00  | 26,37 |           |         |
| Fonte                   | Fonte                                 | [ 1 ]     | [ 1 ]           | [ 1 ] | [ 1 ]     | [ 1 ]   |